# Algemene verkiezingen in Liberia (2005)

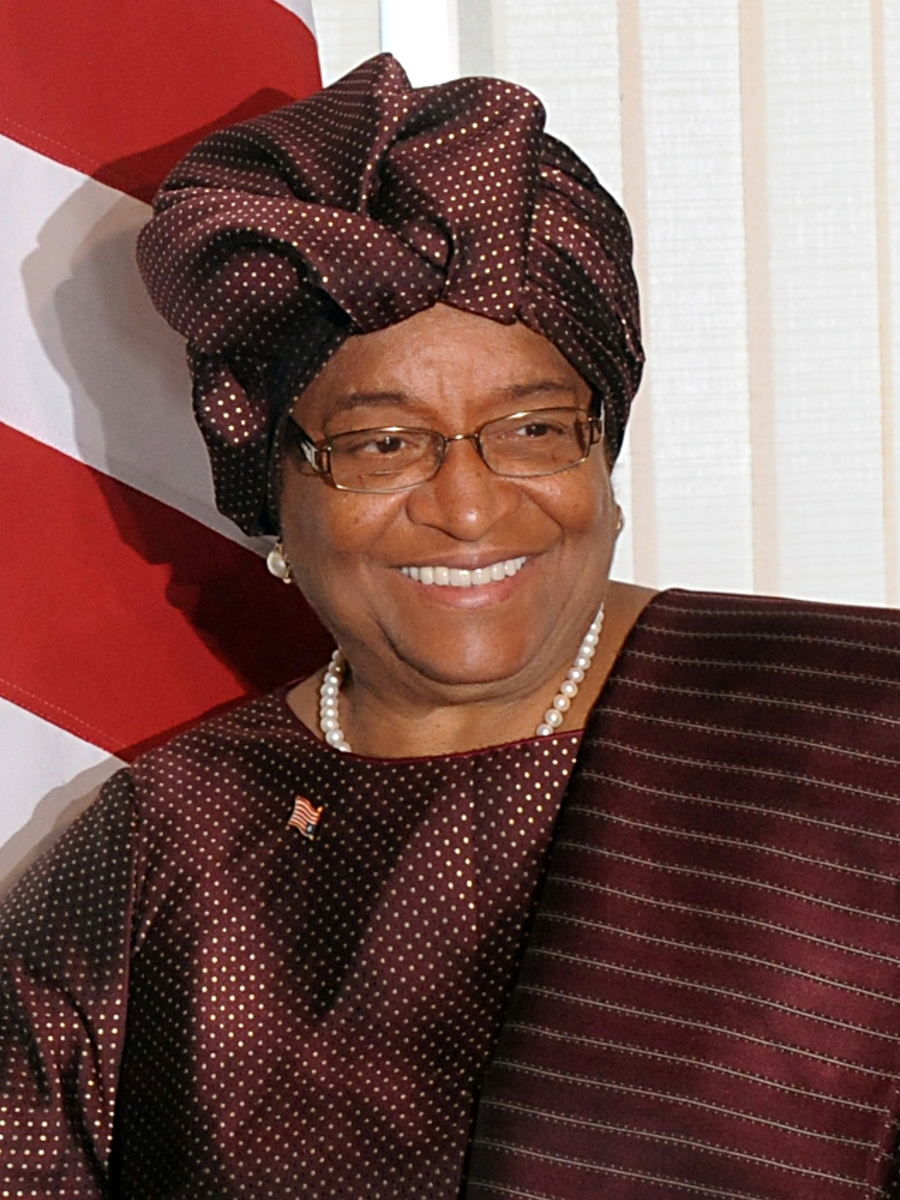
Ellen Johnson Sirleaf werd met 59,4% van de stemmen tot president gekozen.

De algemene verkiezingen in Liberia van 2005 vonden op 11 oktober (eerste ronde) en 8 november (tweede ronde) plaats. De verkiezingen van 2005 markeerden het einde van de overgangsperiode na de Tweede Liberiaanse Burgeroorlog. De verkiezingen behelsden de verkiezing van een nieuw parlement en een nieuwe president. De parlementsverkiezingen vonden op 8 november plaats en daarbij werd het Congress for Democratic Change de grootste in het Huis van Afgevaardigden met 15 zetels; in de Senaat werd de Coalition for the Transformation of Liberia met 7 zetels de grootste. Ellen Johnson Sirleaf (Unity Party) en George Weah (CDC) kregen bij de presidentsverkiezingen de meeste stemmen; geen van hen kreeg echter de benodigde meerderheid, waardoor een tweede ronde noodzakelijk was. Deze tweede ronde vond op 8 november plaats en werd gewonnen door Ellen Sirleaf Johnson - zij kreeg 59,4% van de stemmen, Weah kreeg 40,6% van de stemmen -, en zij werd op 16 januari 2006 beëdigd als president van de republiek. Zij werd daarmee de eerste gekozen vrouwelijke president van het land.

## Uitslagen

### Uitslag presidentsverkiezingen
| Kandidaat                         | Kandidaat                         | Partij                            | Stemmen (1e ronde) | % (1e ronde) | Stemmen (2e ronde) | % (2e ronde) |
| --------------------------------- | --------------------------------- | --------------------------------- | ------------------ | ------------ | ------------------ | ------------ |
|                                   | Ellen Johnson Sirleaf             | Unity Party                       | 192,326            | 19,75        | 478.526            | 59,40        |
|                                   | George Weah                       | Coalition for Democratic Change   | 275.265            | 28,27        | 327.046            | 40,60        |
| Overige kandidaten                | Overige kandidaten                | Overige kandidaten                | 506.199            | 51,98        |                    |              |
| Totaal                            | Totaal                            | Totaal                            | 973,.790           | 100,00       | 805.572            | 100,00       |
|                                   |                                   |                                   |                    |              |                    |              |
| Geldige stemmen                   | Geldige stemmen                   | Geldige stemmen                   | 973.790            | 96,16        | 805.572            | 97,56        |
| Ongeldige stemmen/ blanco stemmen | Ongeldige stemmen/ blanco stemmen | Ongeldige stemmen/ blanco stemmen | 38.883             | 3,84         | 20.144             | 2,44         |
| Totaal aantal stemmen             | Totaal aantal stemmen             | Totaal aantal stemmen             | 1.012.673          | 100,00       | 825.716            | 100,00       |
| Geregistreerde kiezers/ Opkomst   | Geregistreerde kiezers/ Opkomst   | Geregistreerde kiezers/ Opkomst   | 1.352.730          | 74,86        | 1.352.730          | 61,04        |
| Bron: NEC , AED                   |                                   |                                   |                    |              |                    |              |

### Huis van Afgevaardigden
| Partij                                         | Zetels  | %      |
| ---------------------------------------------- | ------- | ------ |
| Coalition for Democratic Change (CDC-NPP-LPDP) | 15      | 16,87  |
| Liberty Party                                  | 9       | 13,42  |
| Coalition for the Transformation of Liberia    | 8       | 14,74  |
| Unity Party                                    | 8       | 13,19  |
| Alliance for Peace and Democracy               | 5       | 4,09   |
| National Patriotic Party                       | 4       | 8,42   |
| New Deal Movement                              | 3       | 3,82   |
| Overige partijen                               | 5       | 18,15  |
| Partijloos                                     | 7       | 7,31   |
| Totaal                                         | 64      | 100,00 |
|                                                |         |        |
| Totaal aantal kiesgerechtigden                 | 987.911 | 76,50  |
| Bron: AED                                      |         |        |

### Senaat
| Partij                                         | Zetels  | %      |
| ---------------------------------------------- | ------- | ------ |
| Coalition for Democratic Change (CDC-NPP-LPDP) | 3       | 14,94  |
| Liberty Party                                  | 3       | 12,60  |
| Coalition for the Transformation of Liberia    | 7       | 13,76  |
| Unity Party                                    | 4       | 13,17  |
| Alliance for Peace and Democracy               | 3       | 6,11   |
| National Patriotic Party                       | 3       | 10,55  |
| All Liberian Coalition Party                   | 1       | 2,60   |
| National Democratic Party of Liberia           | 2       | 3,59   |
| National Reformation Party                     | 1       | 0,71   |
| Overige partijen                               | 0       | 4,13   |
| Partijloos                                     | 3       | 17,84  |
| Totaal                                         | 30      | 100,00 |
|                                                |         |        |
| Totaal aantal kiesgerechtigden                 | 987.911 | 76,50  |
| Bron: AED                                      |         |        |